# Störsender
Ein Störsender macht den einwandfreien Empfang eines Funksignals (etwa von Radio, Fernsehen, Mobilfunk,   GPS oder Radar) schwierig oder unmöglich. Der Störsender sendet dabei genau wie der zu störende Sender elektromagnetische Wellen aus und überlagert die ursprünglichen Wellen ganz oder teilweise. Er kann auf der gleichen oder einer benachbarten Frequenz des gestörten Empfängers arbeiten. Dabei sind die Feldstärke, die Modulation des Störsenders sowie die Art der gestörten Nachricht von Bedeutung.

## Technische Störsender
Eine technische Fehlfunktion kann einen Störsender erzeugen, dieser muss dann repariert oder abgeschaltet werden, oder die Störquelle technisch in Kauf genommen werden. So werden als Störsender auch sogenannte Schwarzsender oder auch manche legal betriebene Sender bezeichnet, die mit ihrem Signal den Empfang eines anderen Senders stören. Insbesondere im Bereich der Lang-, Mittel- und Kurzwelle treten derartige Störungen häufig beim Empfang entfernter Sender auf, da in diesen Frequenzbereichen große Reichweiten möglich sind und weniger freie Kanäle zur Verfügung stehen, als man Sender betreibt. Eine gewisse Abhilfe schaffen Richtantennen, sowohl sender- als auch empfängerseitig. Schlecht abgeschirmte oder schlecht entstörte Geräte können so ebenfalls zu Störsendern werden.
Das Problem von Maschinen, die den Rundfunkempfang störten, tauchte Ende der 1920er Jahre auf, als die Senderdichte drastisch zunahm und sich immer mehr Hörer bei den Reichsrundfunkanstalten und Postbehörden darüber beschwerten, sie könnten immer, wenn die Motoren in der Nachbarschaft liefen, nichts mehr im Radio hören. Sie gingen mit dem Argument vor Gericht, dass sie für ihre Rundfunkgebühr keinen Gegenwert bekämen. Das erste Grundsatzurteil dazu fällte Ende 1931 das Landgericht Braunschweig. Es verurteilte den Inhaber einer Werkstatt mit störenden Motoren kostenpflichtig zur Unterlassung der Störungen. Lange Zeit hatten sich die Fabrikanten dagegen mit dem Argument gewehrt, die hohen Kosten für die Entstörungstechnik mache den Betrieb der Maschinen unrentabel.
Störungen durch von nicht genehmigten Aussendungen von Signalen werden in der Bundesrepublik Deutschland geahndet; die Bundesnetzagentur (früher Funkentstördienst der Bundespost) ermittelt dann den Verursacher. Meist handelt es sich um Anlagen, die gesetzliche Grenzwerte z. B. in ihrer Oberwellenunterdrückung überschreiten.

## Strategische Störsender

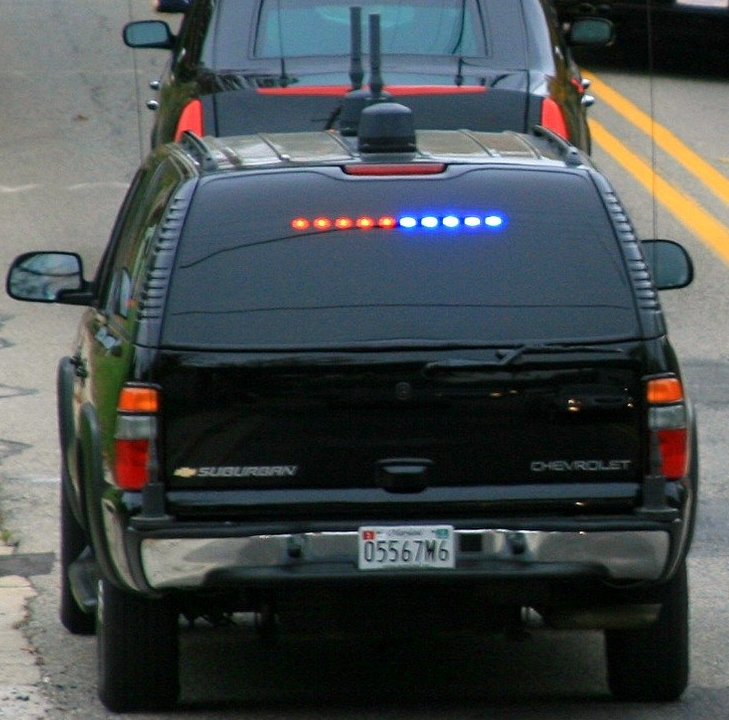
Auto mit Störsendern des Secret Service zum Schutz des davor befindlichen Dienstwagens des Präsidenten der Vereinigten Staaten

Störsender können gezielt genutzt werden, um anderen das Benutzen einer Frequenz oder eines ganzen Frequenzbandes zu erschweren, hier spricht man dann auch von einem (englisch sogenannten) radar jamming transmitter, zudem verkürzt und entlehnt Jammer, oder auch Noise Jamming genannt. Über solche Störsender kann ein breitbandiges Rauschen oder hochfrequente Pulse ausgesendet werden, um so die ursprünglichen Funkwellen absichtlich zu überlagern und damit den Gegner zu stören.
Störsender werden im militärischen Umfeld als Teil der so genannten elektronischen Gegenmaßnahmen schon lange eingesetzt, beispielsweise Funkmessstörsender (FuMS) im Zweiten Weltkrieg von der deutschen Wehrmacht zur Störung des feindlichen Radars.
Mobile Störsender können beispielsweise 1 bis 2 kW Sendeleistung auf 6000 Frequenzen erreichen.
Auch im zivilen Bereich werden Störsender eingesetzt. Zum Beispiel dürfen deutsche Justizvollzugsanstalten und Jugendstrafanstalten technische Geräte betreiben, die Frequenzen stören oder unterdrücken, die der Herstellung oder Aufrechterhaltung unerlaubter Funkverbindungen auf dem Anstaltsgelände dienen. Dabei müssen die Rahmenbedingungen der Bundesnetzagentur beachtet werden. Sofern die Nutzungsbeeinträchtigungen (außerhalb des Anstaltsgeländes) nicht erheblich sind, bedarf es dazu keiner Frequenzzuteilung (§ 91 Abs. 1 Satz 4 TKG).
Im August 2016 wurde bekannt, dass in der Justizvollzugsanstalt St. Pölten in Österreich seit einigen Wochen Störsender gegen Mobiltelefonie getestet wurden; laut Vollzugsdirektion im Justizministerium mit einigem Erfolg, sodass nur Kontaktaufnahmen unter Gefangenen verhindert werden und doch Mobiltelefonie im Freien nicht gestört wird. Es soll noch ein zweites System auf seine Eignung geprüft werden. Die Kosten, 27 JVAs in Österreich mit solchen Handyblockern auszustatten, werden auf einige Millionen Euro geschätzt. Die Kommunikation der Justizwachebeamten über Funkgeräte wird dabei nicht beeinträchtigt. Pro Monat werden österreichweit in den Justizanstalten etwa 60 bis 70 Handys bei Häftlingen entdeckt.

## Technische Möglichkeiten
Die Störungen richten sich gegen verschiedene Signale:
- Im militärischen Bereich insbesondere in den Spektralbereichen Radar, IR und UV
- Das Global Positioning System kann mit einem GPS-Jammer blockiert werden.
- Jammer werden auch verwendet, um die Fernzündung von Bomben zu verhindern. Die pakistanische Oppositionsführerin Benazir Bhutto überstand 2007 einen Anschlag unverletzt, da an ihrem Bus befindliche Störsender die Fernauslösung einer in einem geparkten Auto platzierten Bombe verhinderten. Die Bombe explodierte erst, als sich das Auto nicht mehr in der Reichweite der Störsender des fahrenden Busses befand.[4]
- Mobiltelefone
- Störung des Auslösesignals für die Kamera eines mobilen Geschwindigkeits-Messgerätes.
- Störsender gegen RFID-Scanner.
- Einbrecher verwenden Jammer, um Funkvideoüberwachungssysteme auszuschalten.
- Diebe verwenden Jammer, die das Verriegeln eines Fahrzeugs verhindern, indem das legitime Verriegelungssignal des Funkschlüssels durch den Störsender überlagert und so funktionslos wird. Anschließend können sie aus dem vermeintlich verriegelten, tatsächlich jedoch offenen Fahrzeug Wertgegenstände stehlen.[5][6]
- Störsender zur Abwehr von Drohnen (Quadrocopter), Anwendung z. B. an Flughäfen, um Kollisionen mit Flugzeugen zu vermeiden.[7]  Auch bei politischen Großveranstaltungen können Drohnen, da sie z. B. Sprengstoff transportieren könnten, ein Sicherheitsrisiko darstellen.[8]
- Störung der Kommunikation eines Mobilgerätes mit einem WLAN-Access Point: Wi-Fi-Deauthentication-Angriff

## Störung des Rundfunks

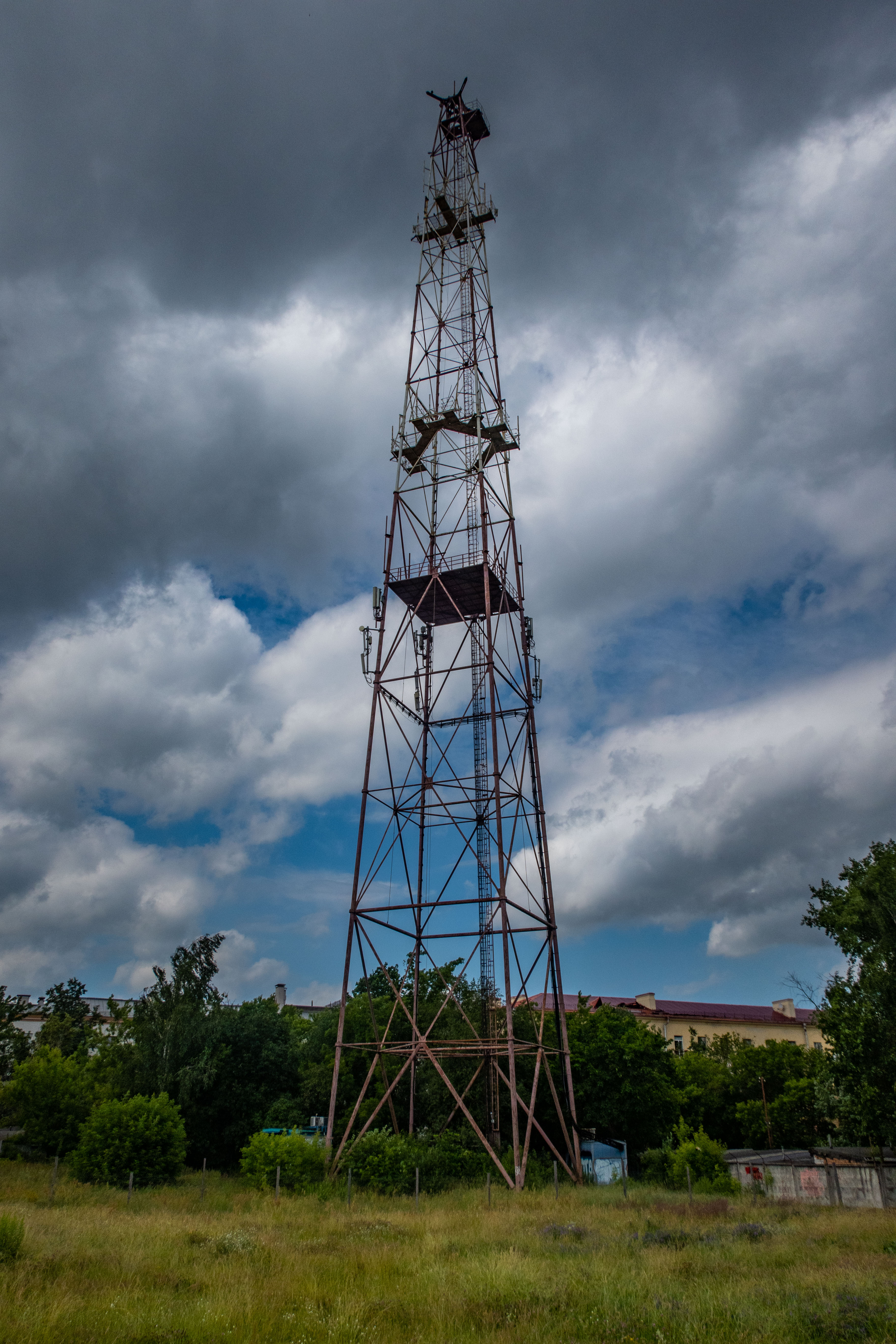
Ehemaliger Störsender in Minsk

Die Erfindung des Radios brachte Hoffnung auf Völkerverständigung und weltweiten Gedanken- und Informationsaustausch und der westliche Freiheitsbegriff wurde auf den Äther ausgedehnt. „L'air est libre“ hieß es in Frankreich. „American radio is free. It gives the right to listen and the right to be heard…“ hieß es 1938 in den USA. Die Weimarer Republik bejahte das Recht auf die Antenne und die Möglichkeit den Empfangsradius seines Radioapparates zu verbessern.
In totalitären und autoritären Staaten wurden und werden Störsender verwendet, um zu verhindern, dass die Bevölkerung fremde Rundfunk- oder Fernsehsendungen empfangen kann. Um den Vorwurf der Unterdrückung ausländischer Information zu vermeiden, werden häufig starke Sender eigener Programme auf den zu störenden Frequenzen eingesetzt.
Vor dem Zweiten Weltkrieg wurden Störsender u. a. auch in Österreich, Italien, Japan, Polen und der Tschechoslowakei betrieben. Bereits 1936 bei der Unterzeichnung des Rundfunkfriedenspaktes galt Stören des Rundfunks eines anderen Staates als selbstverständliche Selbsthilfehandlung in der Staatenpraxis. Im Krieg störten fast alle Kriegsparteien.
Störsender wurden zum Beispiel im Zweiten Weltkrieg zum Stören der deutschsprachigen Sendungen der BBC aus London oder von Radio Moskau eingesetzt. Auch Tarnsender wie Gustav Siegfried 1, der Atlantiksender oder das Soldatensender Calais wurden von den Behörden des NS-Staats systematisch gestört.
Störsender überlagerten den Ton durch sogenanntes »jamming« mit Störgeräuschen wie Toben, Pfeifen, Jaulen. Jedes Land entwickelte bei deren Wahl seinen eigenen Gewohnheiten. Im Zweiten Weltkrieg benutzte Italien eine irre Kakophonie auf einer Ziehharmonika und plätscherndes Wasser. Deutschland gleichmäßige oder anschwellende ernste drohende Geräusche. Radio Moskau flickte über eine Geisterstimme in Sprechpausen Zwischenrufe wie „Lügen, Lügen“ oder „Glaubt es nicht“ ein. Die harte und drohende Stimme erhielt den Spitznamen »Iwan der Schreckliche«. Der Londoner Rundfunk sendete langsam, mit klarer Stimme im einfachen Stil gesprochene Nachrichtensendungen, die von Hörern mit hoher nervlicher Anstrengung verstanden werden konnten. „Es quakte, es quietschte, wurde unverständlich, aber es gab ihnen ein Freiheitsgefühl, Hoffnung, Protest in protestloser Zeit“ äußerte Hildegard Knef dazu. Durch das staatliche Abhörverbot von Auslandssendern war das Radiohören ein konspirativer Akt; dies musste möglichst leise geschehen. Viele Auslandssender ermahnten ihre Hörer in Deutschland dazu, nach Programmende wieder einen deutschen Reichssender einzustellen, um nicht als Volksverräter angezeigt zu werden.
Die Sowjetunion legte seit den 30er Jahren allmählich einen Störvorhang aus mehreren hundert Störsendern um ihre Grenzen. Während des Kalten Krieges wurden durch die Stellen des Ostblocks unter anderem der Empfang von Radio Free Europe und Radio Liberty gestört.
In den 1980er Jahren betrieb die   DDR einen Störsender gegen den linksalternativen UKW-Sender Radio 100 im geteilten Berlin.
Die USA störten am 23. und 24. Januar 2007 den Empfang des Satelliten Eutelsat Hotbird 8, weil sie fälschlicherweise annahmen, der islamistische Sender az-Zaurā’ würde über diesen Satelliten ausgestrahlt. Betroffen waren neben zahlreichen Radio- und Fernsehsendern auch die Nachrichtenagenturen Agence France-Presse und Schweizerische Depeschenagentur.

## Störungsbeseitigung durch Funkentstördienste
Störungen durch eine unerlaubte Aussendung eines Sendesignals sind generell verboten. Sie  werden in Deutschland durch die Bundesnetzagentur, die Nachfolgerin des früheren Funkentstördienstes, in der Regel auf Anfrage des Betroffenen ermittelt. Der Verursacher wird kostenpflichtig auf die Einhaltung der gesetzlichen Grenzwerte verpflichtet, oder die Störquelle wird beschlagnahmt. Es können dann ggf. zusätzlich weitere juristische Maßnahmen ähnlich wie bei der Verfolgung von Schwarzsendern erfolgen.

## Beispiele für ungünstige Frequenzkoordinierung
Bei dieser rechtlich umstrittenen Form von Störsendern werden lokale oft auch recht leistungsstarke legale Rundfunksender oder Fernsehsender verwendet, um leistungsschwächere Fernsender auf der gleichen oder einer benachbarten Frequenz vor Ort zu überdecken (siehe Interferenz) und damit zu stören.
Die eigentliche Störung tritt bei dieser Form von Störsendern nur bei den Empfängern vor Ort auf, wenn diese den gewünschten Fernsender aufgrund von technischen Gegebenheiten, wie etwa einer mangelnden Selektivität oder Übersteuerung durch Ortssender, schlecht empfangen können.
- Die Mittelwellensender Mühlacker des SDR (heute SWR) und Wöbbelin des ehemaligen Rundfunks der DDR benutzten die gleiche Frequenz. Der Sender Wöbbelin war auch noch nach der deutschen Wiedervereinigung, zuletzt für die Verbreitung von Megaradio, auf der gleichen Frequenz wie der Sender Mühlacker (576 kHz) in Betrieb.
- Offensichtlich aus politischen Gründen wurden vom Rundfunk der DDR die Frequenzen 557 kHz (Sender Greifswald), 575 kHz (Sender Leipzig) und 1430 kHz (Sender Dresden) belegt, um die Sendungen des SFB (566 kHz), des Saarländischen Rundfunks (1422 kHz) und von Radio Luxemburg (1439 kHz) bei mangelnder Trennschärfe des Mittelwelle-Empfängers zu stören. Hierbei wurden die international vereinbarten und koordinierten Frequenzen genutzt und auch das international zulässige Mittelwelle-Frequenzraster in Europa von 9 kHz eingehalten.
- Die Langwellensender Zehlendorf des Deutschlandradio Kultur und von Europe 1 in Felsberg-Berus lagen früher beide auf der Frequenz 180 kHz, die Frequenzen wurden jedoch nach und nach verschoben, liegen aber immer noch, obwohl sie eine Bandbreite von 9 kHz beanspruchen, nur um 6 kHz auseinander (Sendefrequenz von Deutschlandradio in Zehlendorf 177 kHz und 183 kHz von Europe 1).